# Клетвата (разказ)
„Клетвата“ е разказ от писателя и поет Петър Делчев, публикуван за първи път като част от сборника му с разкази „Трънски разкази" (2006). Този разказ е включен и в сборника с разкази „Първите 20: Подбрани разкази от първите 20 години на XXI век" (2020).

## Сюжет
Сюжетът се развива в малко трънско село. Текстът разказва историята на един кръчмарски бас, в който подпийналият Гьока Цветнио се обзалага, че никой не може да убие вълк с голи ръце и че ако някой го направи ще му даде единствените си два вола. За негова изненада обаче, Страхил Чобанина приема залога и обещава до другата сутрин да донесе в кръчмата трупа на собственоръчно убит от него вълк. Развоят на историята води до неочакван обрат и силна мъжка клетва, от която зависи бъдещето на цялото село и хората в него. 